# Duke Nukem 3D: Reloaded
Duke Nukem 3D: Reloaded (ранее известна как Duke Nukem: Next-Gen) — отменённая компьютерная игра в жанре шутера от первого лица, ремейк игры «Duke Nukem 3D» 1996 года выпуска. «Duke Nukem 3D: Reloaded» разрабатывается командой фанатов оригинальной игры на добровольной основе под названием Interceptor Entertainment на игровом движке Unreal Engine 3. Основателем, руководителем проекта и главным дизайнером игры является Фредерик Шрайбер (англ. Frederik "Fresch" Schreiber). О дате выхода «Duke Nukem 3D: Reloaded» Фредерик Шрайбер заявил «when it’s done», — эту фразу часто произносили сотрудники 3D Realms при разработке «Duke Nukem Forever». «Duke Nukem 3D: Reloaded» использует материалы и ресурсы из оригинальной игры, а также коммерческий игровой движок, поэтому является проприетарным продуктом. Однако Фредерик Шрайбер заявил, что игра будет распространяться бесплатно. «Duke Nukem: Next-Gen», как и оригинальная игра, будет содержать однопользовательскую кампанию, включающую три эпизода, и многопользовательскую игру.

## История разработки
29 сентября 2010 года один из участников форумов компании Gearbox под ником Fresch заявил о своей работе над «Duke Nukem: Next-Gen» — тотальной конверсией игры «Duke Nukem 3D» на движок Unreal Engine 3. Вместе с этим заявлением он опубликовал несколько скриншотов игры. Согласно сообщению, Fresch ранее разрабатывал тотальные конверсии игр «Daikatana» и «SiN», однако ни одна из этих конверсий не была окончена, причём работа над второй игрой была отменена из-за разногласий с разработчиками оригинальной игры по вопросам авторских прав.
14 октября 2010 года компания Gearbox Software, текущий разработчик «Duke Nukem Forever», официально разрешила вести работу над «Duke Nukem: Next-Gen». По этому поводу на форуме Gearbox было опубликовано большое сообщение от Fresch, который назвал своё настоящее имя — Фредерик Шрайбер (англ. Frederik "Fresch" Schreiber). Согласно Шрайберу, идея подобного проекта пришла ему в голову за несколько недель до этого, и когда он написал об этом на форуме Gearbox и опубликовал несколько предварительных скриншотов, то это вызвало существенный резонанс не только на форуме, но и на многих игровых тематических и фан-сайтах. Шрайбер связался с Джорджем Бруссардом и Скоттом Миллером — основателями 3D Realms и главными разработчиками «Duke Nukem 3D», однако Скотт Миллер ответил, что этот вопрос находится в юрисдикции Take-Two. После этого Шрайбер связался с Gearbox Software, которая благосклонно отнеслась к проекту и разрешила его легальную разработку под персональной некоммерческой лицензией. Ещё одной особенностью проекта является использование Unreal Development Kit — профессионального инструментария для разработки игр, основанного на Unreal Engine 3, который позволяет создавать некоммерческие продукты на своей основе. Проект «Duke Nukem: Next-Gen» является freeware.
24 ноября 2010 года вокруг игры произошли серьёзные перемены. Прежде всего, название сменилось с «Duke Nukem: Next-Gen» на «Duke Nukem 3D: Reloaded». В этот же день был открыт и официальный сайт — www.dukenukemreloaded.com, а также опубликован пресс-релиз, повествующий о новых данных и изменениях в разработке. Вокруг Фредерика Шрайбера сформировалась команда разработчиков-энтузиастов из разных стран в общем количестве более 30 человек, именовавшая себя Interceptor Entertainment. При этом Шрайбер остался руководителем проекта. Было опубликовано несколько первых концепт-артов, нарисованных Interceptor Entertainment. Также команда объявила о начале сбора средств для продолжения разработки проекта. Однако главной новостью стал анонс скорого открытого бета-тестирования мультиплеерного режима «Duke Nukem 3D: Reloaded». Дата начала бета-тестирования была назначена на весну 2011 года, для мультиплеера было обещано два уровня, семь видов оружия и четыре играбельных персонажа.
24 сентября 2011 года разработку игры поставили на паузу на неопределённый срок. Скорее всего, до урегулирования каких-то конфликтов между Interceptor и GBX.
Позже, Interceptor объявили о начале разработки своего нового проекта под названием «Pathfinder». Они заявляют, что эта игра будет не уступать стандартам олд-скульных шутеров таких как тот же Duke Nukem и совсем скоро они расскажут больше информации о неизвестном проекте.